# Regina Marecos (Paraguay)
Regina Marecos (también llamado Colonia Regina Marecos) es una pequeña localidad paraguaya del Departamento de Cordillera, ubicada en el desvío del km 303 de la ruta PY21, a unos 133 km de Asunción.
Cuenta con unos 4000 habitantes aproximadamente y administrativamente forma parte del municipio de Juan de Mena, ubicado a 16 km de distancia.

## Toponimia
Recibe su nombre en homenaje a Regina Marecos, una dirigente campesina de Juan de Mena que murió de un infarto en febrero de 1989 en medio una manifestación de campesinos en Asunción, luego una violenta represión policial. 
La mayoría de estos campesinos eran de las zonas de Juan de Mena y Cleto Romero y no poseían tierras propias, por lo que le exigieron al gobierno de Andrés Rodríguez (recién había caído la dictadura de Stroessner) la expropiación de 5000 hectáreas de la empresa Unión Paraguaya SA de la familia Gunder, quienes poseían unas 40.000 hectáreas en la zona. Estas 5000 hectáreas eran improductivas (es decir, no se utilizaban para nada). Luego de varias manifestaciones intensas en la capital, los campesinos consiguieron la expropiación de dichas tierras en septiembre de 1989, siendo aprobado por el Congreso y por el Poder Ejecutivo.
Finalmente en 1993 el conflicto se resolvió y los campesinos obtuvieron sus tierras propias en la zona de Juan de Mena, a las cuales le pusieron el nombre de Colonia Regina Marecos, en honor a su compañera fallecida.